# Mistrzostwa Polski w Płukaniu Złota
Mistrzostwa Polski w Płukaniu Złota – zawody organizowane przez Polskie Bractwo Kopaczy Złota w Złotoryi od roku 1993. Potoczna nazwa to płuczki.
Poprzez zawody w płukaniu złota, kultywowane są górnicze tradycje miasta. Każdego roku, w ostatni tydzień maja w mieście organizowane są Międzynarodowe Mistrzostwa Polski w Płukaniu Złota. W latach 2000, 2011, 2022 miasto było gospodarzem Mistrzostw Świata w Płukaniu Złota.
Impreza odbywa się nad złotoryjskim zalewem.
Podczas zawodów uczestnicy zmagają się z piaskiem i wodą, by wypłukać jak największą ilość tego minerału.